# تمحروشت (آيت إخلف)
تمحروشت هو دُوَّار يقع بجماعة تيوغزة، إقليم سيدي إفني، جهة كلميم واد نون في المملكة المغربية. ينتمي الدوّار لمشيخة آيت إخلف التي تضم 23 دوار. يقدر عدد سكانه بـ 785 نسمة حسب الإحصاء الرسمي للسكان والسكنى لسنة 2004.

## روابط خارجية
- البوابة الوطنية للجماعات الترابية نسخة محفوظة 12 مارس 2018 على موقع واي باك مشين.
- المندوبية السامية للتخطيط